# Brittany Crew
Brittany Crew, född 6 mars 1994, är en friidrottare från Kanada. Hon deltog vid olympiska sommarspelen 2016 och olympiska sommarspelen 2020.